# B' Katīgoria 2009-2010
L'edizione 2009-2010 della B' Katīgoria vide la vittoria finale dell'Alki Larnaca.

## Formula
Le 14 squadre partecipanti hanno disputato il campionato incontrandosi in due gironi di andata e ritorno, per un totale di 26 giornate. Erano previste tre retrocessioni. Al termine della regular season era previsto un girone di play-off tra le prime quattro classificate che si incontrarono tra di loro in gare di andata e ritorno, conservando il punteggio acquisito durante la stagione regolare. Le prime tre sono state promosse in Divisione A.

## Classifica finale
|  |    | Classifica finale    | G  | V  | N  | P  | GF | GS | Dif | Pt |
|  | -- | -------------------- | -- | -- | -- | -- | -- | -- | --- | -- |
|  | 1  | Alkī Larnaca         | 26 | 17 | 4  | 5  | 44 | 24 | +20 | 55 |
|  | 2  | AEK Larnaca          | 26 | 14 | 5  | 7  | 41 | 20 | +21 | 47 |
|  | 3  | Olympiakos Nicosia   | 26 | 12 | 8  | 6  | 45 | 34 | +11 | 44 |
|  | 4  | Othellos Athīainou   | 26 | 10 | 9  | 7  | 31 | 28 | +3  | 39 |
|  | 5  | Atromītos Geroskīpou | 26 | 10 | 7  | 9  | 35 | 31 | +4  | 37 |
|  | 6  | Digenīs Morphou      | 26 | 9  | 9  | 8  | 35 | 33 | +2  | 36 |
|  | 7  | Omonia Aradippou     | 26 | 9  | 9  | 8  | 26 | 28 | -2  | 36 |
|  | 8  | PAEEK Kerynias       | 26 | 9  | 9  | 8  | 24 | 27 | -3  | 36 |
|  | 9  | ASIL Lysī            | 26 | 8  | 11 | 7  | 29 | 29 | +0  | 35 |
|  | 10 | Chalkanoras Idaliou  | 26 | 9  | 6  | 11 | 30 | 31 | -1  | 33 |
|  | 11 | Akritas Chlōrakas    | 26 | 7  | 11 | 8  | 25 | 26 | -1  | 32 |
|  | 12 | Frenaros FC 2000     | 26 | 6  | 5  | 15 | 26 | 32 | -6  | 28 |
|  | 13 | Agia Napa            | 26 | 5  | 6  | 15 | 19 | 41 | -22 | 20 |
|  | 14 | MEAP Nīsou           | 26 | 4  | 7  | 15 | 19 | 45 | -26 | 14 |

G = Partite giocate; V = Vittorie; N = Nulle/Pareggi; P = Perse; GF = Goal fatti; GS = Goal subiti; DIF = Differenza reti;

### Girone di Play-off
|  |   | Classifica finale  | G  | V  | N  | P  | GF | GS | Dif | Pt |
|  | - | ------------------ | -- | -- | -- | -- | -- | -- | --- | -- |
|  | 1 | Alkī Larnaca       | 32 | 19 | 6  | 7  | 52 | 33 | +19 | 64 |
|  | 2 | AEK Larnaca        | 32 | 17 | 6  | 9  | 49 | 27 | +22 | 57 |
|  | 3 | Olympiakos Nicosia | 32 | 14 | 6  | 9  | 55 | 43 | +12 | 51 |
|  | 4 | Othellos Athīainou | 32 | 12 | 10 | 10 | 40 | 38 | +2  | 46 |

### Verdetti
- Alki Larnaca, AEK Larnaca e Olympiakos Nicosia promossi in Divisione A.
- Frenaros FC 2000, Ayia Napa e MEAP Nisou retrocesse in Terza Divisione.